# Pasha Rafiy
Pasha Rafiy (* 1980 v Teheránu ) je lucemburský fotograf a filmař žijící od roku 2001 ve Vídni.
Pasha Rafiy se narodil v Teheránu v roce 1980 a do Lucemburska se s rodinou přestěhoval z Íránu v roce 1985. V roce 2001 se přestěhoval za studiem do Vídně. V roce 2008 získal titul na Vídeňské univerzitě. Pracuje jako vedoucí fotografického oddělení rakouského deníku Die Presse. Od podzimu 2014 doprovázel s filmovou kamerou lucemburského ministra zahraničí Jeana Asselborna více než rok na jeho cestách po světě, z nichž vzešel jeho první celovečerní dokument „Foreign Affairs“ (2015).

## Filmografie
- 2015: Foreign Affairs (dokumentární film)